# Rajd Monte Carlo 1993
Rajd Monte Carlo 1993 (61. Rallye Automobile de Monte-Carlo) – rajd samochodowy rozgrywany w Monaco od 21 do 28 stycznia 1993 roku. Była to pierwsza runda Rajdowych Mistrzostw Świata w roku 1993. Rajd został rozegrany na asfalcie i śniegu. 

## Wyniki końcowe rajdu
| Msc.                   | Nr.                    | Kierowca               | Pilot                     | Samochód                        | Czas/strata            | Grupa                  | Punkty                 |
| Klasyfikacja generalna | Klasyfikacja generalna | Klasyfikacja generalna | Klasyfikacja generalna    | Klasyfikacja generalna          | Klasyfikacja generalna | Klasyfikacja generalna | Klasyfikacja generalna |
| ---------------------- | ---------------------- | ---------------------- | ------------------------- | ------------------------------- | ---------------------- | ---------------------- | ---------------------- |
| 1                      | 3                      | Didier Auriol          | Bernard Occelli           | Toyota Celica Turbo 4WD (ST185) | 6:13:43                | A8 M                   | 20                     |
| 2                      | 6                      | Francois Delecour      | Daniel Grataloup          | Ford Escort RS Cosworth         | +0:15                  | A8 M                   | 15                     |
| 3                      | 2                      | Massimo Biasion        | Tiziano Siviero           | Ford Escort RS Cosworth         | +3:16                  | A8 M                   | 12                     |
| 4                      | 8                      | Kenneth Eriksson       | Staffan Parmander         | Mitsubishi Lancer Evo I         | +17:47                 | A8 M                   | 10                     |
| 5                      | 7                      | Juha Kankkunen         | Juha Piironen             | Toyota Celica Turbo 4WD (ST185) | +19:00                 | A8 M                   | 8                      |
| 6                      | 4                      | Armin Schwarz          | Nicky Grist               | Mitsubishi Lancer Evo I         | +26:02                 | A8 M                   | 6                      |
| 7                      | 15                     | Olivier Burri          | Christophe Hofman         | Ford Sierra Cosworth 4x4        | +37:20                 | A8                     | 4                      |
| 8                      | 10                     | Bruno Thiry            | Stephane Prevot           | Opel Astra GSi 16V              | +40:25                 | A7 2L                  | 3                      |
| 9                      | 16                     | Christophe Spiliotis   | Herve Thibaud             | Lancia Delta HF Integrale       | +42:41                 | N4                     | 2                      |
| 10                     | 29                     | Jean-Baptiste Serpaggi | Francis Serpaggi          | Ford Escort RS Cosworth         | +44:15                 | N4 2L                  | 1                      |
|                        |                        |                        |                           |                                 |                        |                        |                        |
| 14                     | 1                      | Carlos Sainz           | Luis Moya                 | Lancia Delta HF Integrale       | +55:24                 | A8 M                   | -                      |
| PWRC                   |                        |                        |                           |                                 |                        |                        |                        |
| 1 (9)                  | 16                     | Christophe Spiliotis   | Hervé Thibaud             | Lancia Delta HF Integrale       | 6:56:24                | N4                     | ?                      |
| 2L WRC                 |                        |                        |                           |                                 |                        |                        |                        |
| 1 (8)                  | 10                     | Bruno Thiry            | Stephane Prevot           | Opel Astra GSi 16V              | 6:54:08                | A7 2L                  | ?                      |
| 2 (10)                 | 29                     | Jean-Baptiste Serpaggi | Francis Serpaggi          | Ford Escort RS Cosworth         | +3:50                  | N4 2L                  | ?                      |
| 3 (13)                 | 19                     | Christine Driano       | Marie-Christine Lallement | Citroën AX GTI                  | +14:39                 | A7 2L                  | ?                      |

1. ↑  Litera M przy oznaczeniu grupy do której należy samochód oznacza, iż tylko ci kierowcy z grupy A zdobywali punkty dla swoich zespołów liczonych w klasyfikacji producentów na koniec sezonu.

## Zwycięzcy odcinków specjalnych[4]
| Dzień        | OS                          | Nazwa                         | Długość  | Godz. startu              | Zwycięzca                  | Pilot                                             | Samochód                  | Czas          | Lider             |
| Dzień 1 23 I |                             |                               |          |                           |                            |                                                   |                           |               |                   |
| ------------ | --------------------------- | ----------------------------- | -------- | ------------------------- | -------------------------- | ------------------------------------------------- | ------------------------- | ------------- | ----------------- |
| Dzień 1 23 I | OS1                         | Col de Turini 1               | 22,21 km | 08:33                     | Andrea Aghini              | Sauro Farnocchia                                  | Lancia Delta HF Integrale | 15:50         | Andrea Aghini     |
| Dzień 1 23 I | OS2                         | Point des Miolans – St. Auban | 22,72 km | 10:36                     | François Delecour          | Daniel Grataloup                                  | Ford Escort RS Cosworth   | 13:47         | François Delecour |
| Dzień 1 23 I | OS3                         | Col du Corobin                | 19,60 km | 12:19                     | François Delecour          | Daniel Grataloup                                  | Ford Escort RS Cosworth   | 12:56         | François Delecour |
| Dzień 1 23 I | OS4                         | Col de Perty                  | 27,37 km | 14:42                     | Miki Biasion               | Tiziano Sieviero                                  | Ford Escort RS Cosworth   | 16:18         | François Delecour |
| Dzień 1 23 I | OS5                         | La Motte Chalancon            | 23,39 km | 16:20                     | Didier Auriol              | Bernard Occelli                                   | Toyota Celica Turbo       | 14:23         | François Delecour |
| Dzień 1 23 I | OS6                         | St. Pierreville - Antraigues  | 35,97 km | 18:55                     | François Delecour          | Daniel Grataloup                                  | Ford Escort RS Cosworth   | 21:59         | François Delecour |
| Dzień 2 24 I |                             |                               |          |                           |                            |                                                   |                           |               | François Delecour |
| OS7          | Burzet                      | 41,41 km                      | 08:48    | Carlos Sainz Miki Biasion | Luis Moya Tiziano Sieviero | Lancia Delta HF Integrale Ford Escort RS Cosworth | 24:40                     |               | François Delecour |
| OS8          | St. Bonnet le Froid         | 25,74 km                      | 10:41    | François Delecour         | Daniel Grataloup           | Ford Escort RS Cosworth                           | 13:27                     |               | François Delecour |
| OS9          | Lalouvesc                   | 32,76 km                      | 11:29    | Miki Biasion              | Tiziano Sieviero           | Ford Escort RS Cosworth                           | 19:52                     |               | François Delecour |
| OS10         | St. Jean en Royans          | 25,44 km                      | 14:14    | François Delecour         | Daniel Grataloup           | Ford Escort RS Cosworth                           | 12:52                     |               | François Delecour |
| OS11         | Rosans – Col de la Saulce   | 30,38 km                      | 16:58    | Didier Auriol             | Bernard Occelli            | Toyota Celica Turbo                               | 18:29                     |               | François Delecour |
| OS12         | Plan de Vitrolles - Sigoyer | 18,86 km                      | 18:31    | Didier Auriol             | Bernard Occelli            | Toyota Celica Turbo                               | 11:26                     |               | François Delecour |
| Dzień 3 25 I |                             |                               |          |                           |                            |                                                   |                           |               | François Delecour |
| OS13         | Col des Garcinets           | 22,78 km                      | 10:13    | Carlos Sainz              | Luis Moya                  | Lancia Delta HF Integrale                         | 14:37                     |               | François Delecour |
| OS14         | Sisteron - Thoard           | 36,87 km                      | 11:21    | Carlos Sainz              | Luis Moya                  | Lancia Delta HF Integrale                         | 23:22                     |               | François Delecour |
| OS15         | Malijai - Puimichel         | 12,32 km                      | 12:39    | Miki Biasion              | Tiziano Sieviero           | Ford Escort RS Cosworth                           | 7:46                      |               | François Delecour |
| OS16         | Trigance - Chateauvieux     | 27,57 km                      | 15:10    | Didier Auriol             | Bernard Occelli            | Toyota Celica Turbo                               | 15:08                     |               | François Delecour |
| OS17         | Col de Bleine 1             | 33,52 km                      | 16:28    | Didier Auriol             | Bernard Occelli            | Toyota Celica Turbo                               | 22:50                     |               | François Delecour |
| Dzień 4 27 I |                             |                               |          |                           |                            |                                                   |                           |               | François Delecour |
| OS18         | Col de Turini 2             | 22,21 km                      | 00:33    | François Delecour         | Daniel Grataloup           | Ford Escort RS Cosworth                           | 15:37                     |               | François Delecour |
| OS19         | Col de la Couillole         | 22,15 km                      | 01:59    | Didier Auriol             | Bernard Occelli            | Toyota Celica Turbo                               | 13:37                     |               | François Delecour |
| OS20         | Entrevaux                   | 30,57 km                      | 03:24    | Didier Auriol             | Bernard Occelli            | Toyota Celica Turbo                               | 20:01                     |               | François Delecour |
| OS21         | Col de Bleine 2             | 33,52 km                      | 05:11    | Didier Auriol             | Bernard Occelli            | Toyota Celica Turbo                               | 22:33                     | Didier Auriol |                   |
| OS22         | St. Antonin - Tourette      | 26,26 km                      | 06:04    | Didier Auriol             | Bernard Occelli            | Toyota Celica Turbo                               | 18:32                     | Didier Auriol |                   |

## Klasyfikacja po 1 rundzie
Tabele przedstawiają tylko pięć pierwszych miejsc.

### Kierowcy
| Lp. | Kierowca          | Pkt |
| --- | ----------------- | --- |
| 1   | Didier Auriol     | 20  |
| 2   | Francois Delecour | 15  |
| 3   | Massimo Biasion   | 12  |
| 4   | Kenneth Eriksson  | 10  |
| 5   | Juha Kankkunen    | 8   |

### Producenci
| Lp. | Producent  | Pkt |
| --- | ---------- | --- |
| 1   | Toyota     | 20  |
| 2   | Ford       | 17  |
| 3   | Mitsubishi | 12  |